# Georgette Sagna
Georgette Sagna (13 de abril de 1991) es una deportista senegalesa que compite en judo.
Ganó dos medallas en los Juegos Panafricanos, en los años 2011 y 2023, y cuatro medallas de bronce en el Campeonato Africano de Judo entre los años 2010 y 2024.

## Palmarés internacional
| Juegos Panafricanos | Juegos Panafricanos       | Juegos Panafricanos | Juegos Panafricanos |
| Año                 | Lugar                     | Medalla             | Categoría           |
| ------------------- | ------------------------- | ------------------- | ------------------- |
| 2011                | Maputo (Mozambique)       | Medalla de bronce   | –78 kg              |
| 2023                | Acra (Ghana)              | Medalla de bronce   | +78 kg              |
| Campeonato Africano |                           |                     |                     |
| Año                 | Lugar                     | Medalla             | Categoría           |
| 2010                | Yaundé (Camerún)          | Medalla de bronce   | –78 kg              |
| 2012                | Agadir (Marruecos)        | Medalla de bronce   | –78 kg              |
| 2017                | Antananarivo (Madagascar) | Medalla de bronce   | –78 kg              |
| 2024                | El Cairo (Egipto)         | Medalla de plata    | +78 kg              |